# Powiat de Chrzanów
Le powiat de Chrzanów (en polonais, powiat chrzanowski) est une unité de l'administration territoriale (district) et du gouvernement local (appelé powiat) de la voïvodie de Petite-Pologne, dans le sud de la Pologne.
Créé en 1999, il est le résultat des réformes de l'Acte de réorganisation du gouvernement local de 1998. Le chef-lieu du powiat est Chrzanów, située à 40 kilomètres de la capitale de la voïvodie, Cracovie. Le powiat est constitué de la commune de Chrzanów et de 4 autres communes : Alwernia, Libiąż, Trzebinia et Babice.

## Division administrative
Le powiat de Chrzanów se compose de cinq gminas (communes).
| Gmina (commune) | Type         | Superficie (km²) | Population (2006) |
| Chrzanów        | urbain-rural | 79.3             | 49 752            |
| Trzebinia       | urbain-rural | 105.2            | 33 959            |
| Libiąż          | urbain-rural | 57.2             | 22 900            |
| Alwernia        | urbain-rural | 75.3             | 12 689            |
| Babice          | rural        | 54.5             | 8 803             |